# Magomed Labazanov
Magomed Nasibovich Labazanov (1er mai 1890, village de Gadiri, district d'Andiïsk, oblast du Daghestan, Empire russe – 7 septembre 2012, village de Serebryakovka, district de Kizliar, Daghestan, Russie) était un centenaire russe qui vivait dans le village de Serebryakovka, dans le district de Kizliar, au Daghestan. Il était considéré par ses compatriotes comme le plus ancien habitant de Russie, sans que son âge avancé ait été validé par le Livre Guinness des records ou par le Groupe de recherche en gérontologie.

## Biographie
Magomed Labazanov est né, vraisemblablement, le 1er mai 1890, dans le village de Gadiri, dans le haut plateau du district d'Andiïsk, dans l'oblast du Daghestan (aujourd'hui dans le district de Tsoumadinsky, au Daghestan). Avant la Grande Guerre patriotique, il vivait en Tchétchénie et travaillait dans une scierie. Il n'a pas été envoyé au front, jugé trop âgé. En 1944, il fut déporté au Kazakhstan avec les Tchétchènes. Après sa réadaptation, il retourna en Tchétchénie, travailla dans l'élevage de buffles et de chevaux, puis, devenu âgé, s'installa dans la région de Kizliar, où vivent ses compatriotes, immigrants de la région de Tsoumadinsky.
Magomed Labazanov, selon ses concitoyens, a conservé non seulement une santé de fer malgré son âge avancé, mais aussi une mémoire intacte, bien qu'il n'ait jamais appris à lire et à écrire et qu'il ne se soit pas livré à un travail intellectuel. De son propre aveu, il ne buvait jamais d'alcool, ne fumait pas et demeurait fidèle à son épouse. De plus, il mangeait toujours avec modération et rationnalité : lait et produits laitiers, petit-lait, tortillas de maïs, légumes du jardin, fruits et légumes verts. Magomed Labazanov considérait l'activité physique, le travail et le mouvement comme les principales conditions de longévité.
Il est décédé dans la nuit du 6 au 7 septembre 2012, à l'âge de 123 ans, dans le village de Staraïa Serebryakovka, district de Kizliar, République du Daghestan. Le service de presse de l'administration du district a rapporté cette information au média RIA Daghestan. Selon les explications des villageois, Magomed serait tombé malade peu avant sa mort, aurait refusé de s'alimenter pendant plusieurs jours et serait décédé à son domicile le 6 septembre.
Magomed a survécu à son épouse et à trois de ses cinq enfants. Il a laissé derrière lui 18 petits-enfants et 20 arrière-petits-enfants.
Magomed Labazanov n'a jamais été reconnu comme supercentenaire : sa date de naissance n'est confirmée que par un passeport russe moderne, et elle y a été inscrite selon ses propres dires ; son acte de naissance n'a pas été conservé voire n'a pas existé.